# Route 99 (Islande)
Pour les articles homonymes, voir Route 99.
La Route 99 (Þjóðvegur 99) ou Hafnarvegur est une route islandaise qui relie Höfn í Hornafirði à la Route 1 dans la région de Austurland.

## Trajet
- Höfn í Hornafirði
- Route 1